# CS Sporting Suceava
Clubul Sportiv Sporting Suceava, cunoscut ca Sporting Suceava, a fost un club românesc de fotbal din orașul Suceava, fondat în 2008 și desființat în 2014. În perioada cât a evoluat în Liga a IV-a a evoluat pe Stadionul Ițcani, mutându-se pe Stadionul Areni pentru meciurile din Liga a III-a. 

## Istoric
Sporting Suceava, cu Ovidiu Ciobanu pe bancă, a promovat în Liga a III-a după o campanie reușită în sezonul 2010–11, „Alb-verzii” au câștigat Liga a IV-a Suceava și play-off-ul de promovare jucat împotriva câștigătoarei Ligii a IV-a Mureș, FCM Târgu Mureș II, cu 2–1 după prelungiri. Lotul care a obținut promovarea a fost compus din: Butnariu – Pantea, Murariu, Sevaciuc, Oniu, Bosancu, Apetri, Nicoară, Căinari, Guriță, Negru. Rezerve: Gălan, Crișu, Gliga, Buziuc, Jalba, Avrămia, Cerlincă.
În vara anului 2014, după trei sezoane în Liga a III-a, clubul s-a desființat.

## Parcurs competițional
| Sezon   | Eșalon | Divizie            | Loc   | Note       | Cupa României |
| ------- | ------ | ------------------ | ----- | ---------- | ------------- |
| 2013–14 | 3      | Liga III (Seria I) | 11    |            |               |
| 2012–13 | 3      | Liga III (Seria I) | 5     |            |               |
| 2011–12 | 3      | Liga III (Seria I) | 5     |            |               |
| 2010–11 | 4      | Liga a IV-a (SV)   | 1 (C) | A promovat |               |